# Live at the House of Blues
Live at the House of Blues es un bootleg (edición pirata) de un concierto del grupo de rock progresivo Jethro Tull que tuvo lugar el 9 de octubre de 1999 en The House of Blues, Mandalay Bay Resort and Casino, Las Vegas.
Una de las versiones, la de The Swingin' Pig Records, tiene 2 CD: TSP-CD-261-1/TSP-CD-261-2, '01 (THAI). La otra, de Snooker Records, sólo tiene un CD.

## Lista de temas (versión de 2 CD)

### Disco Uno
| #   | Título                             | Autor                 | Interpretaciones | Tiempo |
| --- | ---------------------------------- | --------------------- | ---------------- | ------ |
| 1.  | "Intro"                            | (Ian Anderson)        |                  | 0:22   |
| 2.  | "Steel Monkey"                     | (Ian Anderson)        |                  | 3:32   |
| 3.  | "For a Thousand Mothers"           | (Ian Anderson)        |                  | 4:13   |
| 4.  | "Serenade to a Cuckoo"             | (Rahsaan Roland Kirk) |                  |        |
| 5.  | "Spiral"                           | (Ian Anderson)        |                  | 3:52   |
| 6.  | "Nothing Is Easy"                  | (Ian Anderson)        |                  | 5:34   |
| 7.  | "Jeffrey Goes to Leicester Square" | (Ian Anderson)        |                  | 2:12   |
| 8.  | "Fat Man"                          | (Ian Anderson)        |                  | 2:51   |
| 9.  | "Awol"                             | (Ian Anderson)        |                  | 5:21   |
| 10. | "A New Day Yesterday"              | (Ian Anderson)        |                  | 4:08   |
| 11. | "Martin Barre Instrumental"        | (Martin Barre)        |                  |        |
| 12. | "Dot Com"                          | (Ian Anderson)        |                  | 4:43   |

### Disco Dos
| #  | Título                                                                 | Autor                                  | Interpretaciones | Tiempo |
| -- | ---------------------------------------------------------------------- | -------------------------------------- | ---------------- | ------ |
| 1. | "Bourée"                                                               | (Johann Sebastian Bach / Ian Anderson) |                  | 9:01   |
| 2. | "Hunting Girl"                                                         | (Ian Anderson)                         |                  | 5:13   |
| 3. | "Hunt by Numbers"                                                      | (Ian Anderson)                         |                  | 4:02   |
| 4. | "My God"                                                               | (Ian Anderson)                         |                  | 7:29   |
| 5. | "A Passion Jig"                                                        | (Ian Anderson)                         |                  |        |
| 6. | "Locomotive Breath"                                                    | (Ian Anderson)                         |                  | 4:20   |
| 7. | "Aqualung"                                                             | (Ian Anderson)                         |                  | 6:30   |
| 8. | "Living in the Past"                                                   | (Ian Anderson)                         |                  | 3:16   |
| 9. | "Finale": "Dogs in the Midwinter" / "The Dambusters March" / "Cheerio" | (Ian Anderson)                         |                  |        |

Cortes adicionales:
| #  | Título | Autor          | Interpretaciones | Tiempo |
| -- | --- | -------------- | ---------------- | ------ |
| 1. | "Tall Thin Girl" (grabado en directo en el David Letterman Show, 1991)                                                                              | (Ian Anderson) |                  |        |
| 2. | "Blues Jam" (grabado en directo en la BBC, probablemente procedente del álbum In Concert)                                                           | (Ian Anderson) |                  |        |
| 3. | "Skating Away" (grabado en directo en el Los Angeles Forum, 1980, probablemente cogido de Caught in the Crossfire)                                  | (Ian Anderson) |                  |        |
| 4. | "Flute Improvisation" (grabado en directo en el Los Angeles Forum, 1980, probablemente cogido de Caught in the Crossfire)                           | (Ian Anderson) |                  |        |
| 5. | "Wounded, Old and Threacherous" (erróneamente titulado como "Velvet Flute", probablemente cogido de Curious Riff)                                   | (Ian Anderson) |                  |        |
| 6. | "Medley": "Wind Up" / "Locomotive Breath" / "Land of Hope and Glory" (grabado en directo en la BBC, 1977; cogido de The 25th Anniversary Boxed Set) | (Ian Anderson) |                  |        |
| 7. | "Pibroch" (en vivo) | (Ian Anderson) |                  |        |
| 8. | "I Don't Wanna Be Me" (cogido de Nightcap) | (Ian Anderson) |                  |        |

## Lista de temas (versión de 1 CD)
| #   | Título                             | Autor                                  | Interpretaciones | Tiempo |
| --- | ---------------------------------- | -------------------------------------- | ---------------- | ------ |
| 1.  | "Steel Monkey"                     | (Ian Anderson)                         |                  | 3:32   |
| 2.  | "For a Thousand Mothers"           | (Ian Anderson)                         |                  | 4:13   |
| 3.  | "Serenade to a Cuckoo"             | (Ian Anderson)                         |                  |        |
| 4.  | "Nothing Is Easy"                  | (Ian Anderson)                         |                  | 5:34   |
| 5.  | "Jeffrey Goes to Leicester Square" | (Ian Anderson)                         |                  | 2:12   |
| 6.  | "Fat Man"                          | (Ian Anderson)                         |                  | 2:51   |
| 7.  | "Dot Com"                          | (Ian Anderson)                         |                  | 4:43   |
| 8.  | "Bourée"                           | (Ian Anderson / Johann Sebastian Bach) |                  | 9:01   |
| 9.  | "Hunting Girl"                     | (Ian Anderson)                         |                  | 5:13   |
| 10. | "My God"                           | (Ian Anderson)                         |                  | 7:29   |
| 11. | "Locomotive Breath"                | (Ian Anderson)                         |                  | 4:20   |
| 12. | "Aqualung"                         | (Ian Anderson)                         |                  | 6:30   |
| 13. | "Living in the Past"               | (Ian Anderson)                         |                  | 3:16   |
| 14. | "Cheerio"                          | (Ian Anderson)                         |                  |        |